# Abili
Abili d'Alexandria, o també Avili, Sabel·li, Abici i Mili (llatí: Abilius, Avilius, Sabellius, Abicius, Milius), va ser patriarca d'Alexandria de l'any 83 al 95.
Quan va morir Anià d'Alexandria els bisbes i sacerdots es van reunir amb els laics d'Alexandria i van escollir Abili com a patriarca per unanimitat, el mes de desembre de l'any 83, durant el regnat de l'emperador Domicià.
El papa Abili era conegut per la seva castedat, i per l'eficàcia de la seva predicació. Els cristians van augmentar en nombre a Egipte i a les cinc províncies occidentals, i al Sudan. Quan era patriarca el poble egipci va començar a renunciar al culte dels ídols romans i van formar grups de fidels per practicar la nova religió. Durant el seu pariarcat hi va haver pau al territori.
Alguns historiadors afirmen que l'emperador Domicià va expulsar Abili del tron episcopal i n'hi va instal·lar un altre, però d'això no n'hi ha constància escrita. Segons els registres històrics, va ocupar el seu càrrec durant dotze anys, i va morir l'11 de setembre de l'any 95. Abili va ser enterrat al costat de les restes de Marc Evangelista a l'església de Baucalis, a Alexandria.
L'Església Ortodoxa Copta, l'Església Catòlica Romana i l'Església Ortodoxa el consideren sant.